# Pyrausta orphisalis
Pyrausta orphisalis  là một loài bướm đêm thuộc họ Crambidae. Nó được tìm thấy ở Newfoundland phía tây đến British Columbia, phía nam đến Florida và New Mexico.
Sải cánh dài khoảng 17 mm. Con trưởng thành bay từ tháng 6 đến tháng 7 tùy theo địa điểm.
Ấu trùng ăn các loài mint khác nhau, bao gồm Monarda.